# 智能感測器
智能感測器（intelligent sensor）是指感測到特定輸入（光、熱、聲音、動作、觸碰）時，會進行事先定義動作的感測器。
智能感測器會包括主要感測元件、激勵訊號控制、信號放大、類比濾波、資料轉換、補償、數位信號處理及數位通訊處理等元件。

## 技術能力
智能感測器的工作是由微處理器來完成，因此只要感測器中有加入微處理器，一般都可以稱為是智能感測器。
若要符合智能感測器的要求，微處理器和感測器需在同一實體單元內。若感測器只偵測訊號，再將未處理的訊號直接送到外部系統執行對應功能，不能算是智能感測器。

## 無所不在的感測器網路（USN）
無所不在的感測器網路（Ubiquitous Sensor Networks）簡稱USN，是用來描述未來可能出現的，感測器網路變的無所不在的情形。